# Nagoya Challenger
Il Nagoya Challenger è stato un torneo professionistico di tennis giocato su campi in cemento. Faceva parte dell'ATP Challenger Series. Si giocava annualmente a Nagoya in Giappone.

## Albo d'oro

### Singolare
| Anno | Campione              | Finalista       | Punteggio     |
| ---- | --------------------- | --------------- | ------------- |
| 1979 | Rod Frawley           | Marcelo Lara    | 2–6, 6–4, 6–3 |
| 1980 | Non disputato         | Non disputato   | Non disputato |
| 1981 | Russell Simpson (2)   | Charlie Fancutt | 6–3, 3–6, 6–3 |
| 1982 | Non disputato         | Non disputato   | Non disputato |
| 1983 | Leo Palin             | Joel Bailey     | 6–4, 6–2      |
| 1984 | Glenn Layendecker     | David Mustard   | 7–5, 6–4      |
| 1985 | Tsuyoshi Fukui        | Leo Palin       | 6–2, 6–3      |
| 1986 | Russell Simpson (1)   | Vallis Wilder   | 7–5, 5–7, 6–4 |
| 1987 | Ramesh Krishnan (3)   | Jay Lapidus     | 6–3, 6–0      |
| 1988 | Andrew Castle         | Tim Pawsat      | 6–1, 7–5      |
| 1989 | Ramesh Krishnan (2)   | Jonathan Canter | 6–1, 6–3      |
| 1990 | Ramesh Krishnan (1)   | Brian Garrow    | 6–2, 6–4      |
| 1991 | John Stimpson         | Jan Apell       | 6–1, 6–3      |
| 1992 | Chuck Adams           | Daniel Nestor   | 7–6, 6–3      |
| 1993 | Jonas Björkman        | Patrick Rafter  | 7–6, 7–6      |
| 1994 | Christophe Van Garsse | Leander Paes    | 6–4, 6–3      |
| 1995 | Scott Draper          | Shūzō Matsuoka  | 6–3, 6–7, 6–4 |
| 1996 | Kevin Ullyett         | Peter Tramacchi | 3–6, 6–2, 6–3 |

### Doppio
| Anno | Campioni                             | Finalisti                              | Punteggio            |
| ---- | ------------------------------------ | -------------------------------------- | -------------------- |
| 1979 | Joel Bailey (2) Rod Frawley          | Marcelo Lara Chris Kachel              | 7–6, 7–5             |
| 1980 | Non disputato                        | Non disputato                          | Non disputato        |
| 1981 | Billy Martin Russell Simpson         | Matt Mitchell William Maze             | 7–6, 6–2             |
| 1982 | Non disputato                        | Non disputato                          | Non disputato        |
| 1983 | Joel Bailey (1) Jeff Turpin          | Charles Buzz Strode Morris Skip Strode | 6–4, 3–6, 7–6        |
| 1984 | Doppio non disputato                 | Doppio non disputato                   | Doppio non disputato |
| 1985 | Sashi Menon Erik Van't Hof           | Hitoshi Shirato Eiji Takeuchi          | 6–3, 6–2             |
| 1986 | David Mustard Russell Simpson        | Shane Barr Scott McCain                | 7–5, 5–7, 6–4        |
| 1987 | Andrew Castle Jon Levine             | Steve Guy David Mustard                | 7–6, 7–6             |
| 1988 | Glenn Layendecker (2) John Letts (2) | Steve Guy Shūzō Matsuoka               | 7–6, 6–3             |
| 1989 | John Letts (1) Bruce Man-Son-Hing    | Ramesh Krishnan Jonathan Canter        | 7–5, 4–6, 6–0        |
| 1990 | Johan Carlsson David Lewis           | Shūzō Matsuoka Shigeru Ota             | 7–5, 6–2             |
| 1991 | Glenn Layendecker (1) Simon Youl     | Nduka Odizor Sandon Stolle             | 3–6, 7–6, 7–6        |
| 1992 | Jeremy Bates Mark Petchey            | Bertrand Madsen Leander Paes           | 7–5, 3–6, 7–6        |
| 1993 | Jonas Björkman Donald Johnson        | Patrick Rafter Fernon Wibier           | 7–5, 5–7, 6–2        |
| 1994 | Albert Chang Daniel Nestor           | Gilad Bloom Lars Rehmann               | 6–7, 6–4, 6–4        |
| 1995 | Leander Paes Kevin Ullyett           | Joshua Eagle Andrew Kratzmann          | 7–6, 7–5             |
| 1996 | Satoshi Iwabuchi Takao Suzuki        | Ben Ellwood Peter Tramacchi            | 7–6, 7–6             |